# Tour du Qatar 2004
La 3e édition du Tour du Qatar a eu lieu du 2 au 6 février 2004 sur 5 étapes. Robert Hunter remporte le classement général.

## Étapes
| Détail    | Date      | Villes étapes       | Distance | Vainqueur d'étape | Leader du classement général |
| 1re étape | 2 février | Doha - Doha         | 150,0 km | Francisco Ventoso | Francisco Ventoso            |
| 2e étape  | 3 février | Al Zubarah - Doha   | 151,0 km | Tom Boonen        | Tom Boonen                   |
| 3e étape  | 4 février | Doha - Doha         | 189,5 km | Robert Hunter     | Robert Hunter                |
| 4e étape  | 5 février | Al Wakra - Al Wakra | 168,5 km | Fabian Cancellara | Robert Hunter                |
| 5e étape  | 6 février | Doha - Doha         | 163,0 km | Robert Hunter     | Robert Hunter                |

## Classement général final
| #  | Coureur             | Pays           | Temps            |
| -- | ------------------- | -------------- | ---------------- |
| 1  | Robert Hunter       | Afrique du Sud | 17 h 33 min 17 s |
| 2  | Robbie McEwen       | Australie      | + 8 s            |
| 3  | Tom Boonen          | Belgique       | + 12 s           |
| 4  | Jean-Patrick Nazon  | France         | + 13 s           |
| 5  | Frank Høj           | Danemark       | + 33 s           |
| 6  | Frank Vandenbroucke | Belgique       | + 34 s           |
| 7  | Lars Michaelsen     | Danemark       | + 38 s           |
| 8  | Servais Knaven      | Pays-Bas       | m.t.             |
| 9  | Léon van Bon        | Pays-Bas       | 40 s             |
| 10 | Fabio Sacchi        | Italie         | m.t.             |

## Classement des étapes
| # | Équipe             | Pays           | Temps              |
| - | ------------------ | -------------- | ------------------ |
| 1 | Francisco Ventoso  | Espagne        | en 3 h 14 min 40 s |
| 2 | Sébastien Chavanel | France         | m.t.               |
| 3 | Robert Hunter      | Afrique du Sud | m.t.               |

| # | Coureur            | Pays     | Temps              |
| - | ------------------ | -------- | ------------------ |
| 1 | Tom Boonen         | Belgique | en 2 h 53 min 00 s |
| 2 | Jean-Patrick Nazon | France   | m.t.               |
| 3 | Francesco Chicchi  | Italie   | m.t.               |

| # | Coureur            | Pays           | Temps              |
| - | ------------------ | -------------- | ------------------ |
| 1 | Robert Hunter      | Afrique du Sud | en 4 h 54 min 46 s |
| 2 | Robbie McEwen      | Australie      | + 3 s              |
| 3 | Jean-Patrick Nazon | France         | m.t.               |

| # | Coureur           | Pays     | Temps              |
| - | ----------------- | -------- | ------------------ |
| 1 | Fabian Cancellara | Suisse   | en 3 h 02 min 37 s |
| 2 | Koos Moerenhout   | Pays-Bas | m.t.               |
| 3 | Frank Høj         | Danemark | m.t.               |

| \| # \| Coureur \| Pays \| Temps \| \| - \| ------------------- \| -------------- \| ------------------ \| \| 1 \| Robert Hunter \| Afrique du Sud \| en 3 h 28 min 41 s \| \| 2 \| Francesco Chicchi \| Italie \| m.t. \| \| 3 \| Wouter Van Mechelen \| Belgique \| m.t. \| |                     |                |                    |
| # | Coureur             | Pays           | Temps              |
| 1 | Robert Hunter       | Afrique du Sud | en 3 h 28 min 41 s |
| 2 | Francesco Chicchi   | Italie         | m.t.               |
| 3 | Wouter Van Mechelen | Belgique       | m.t.               |